# التشرد في مصر

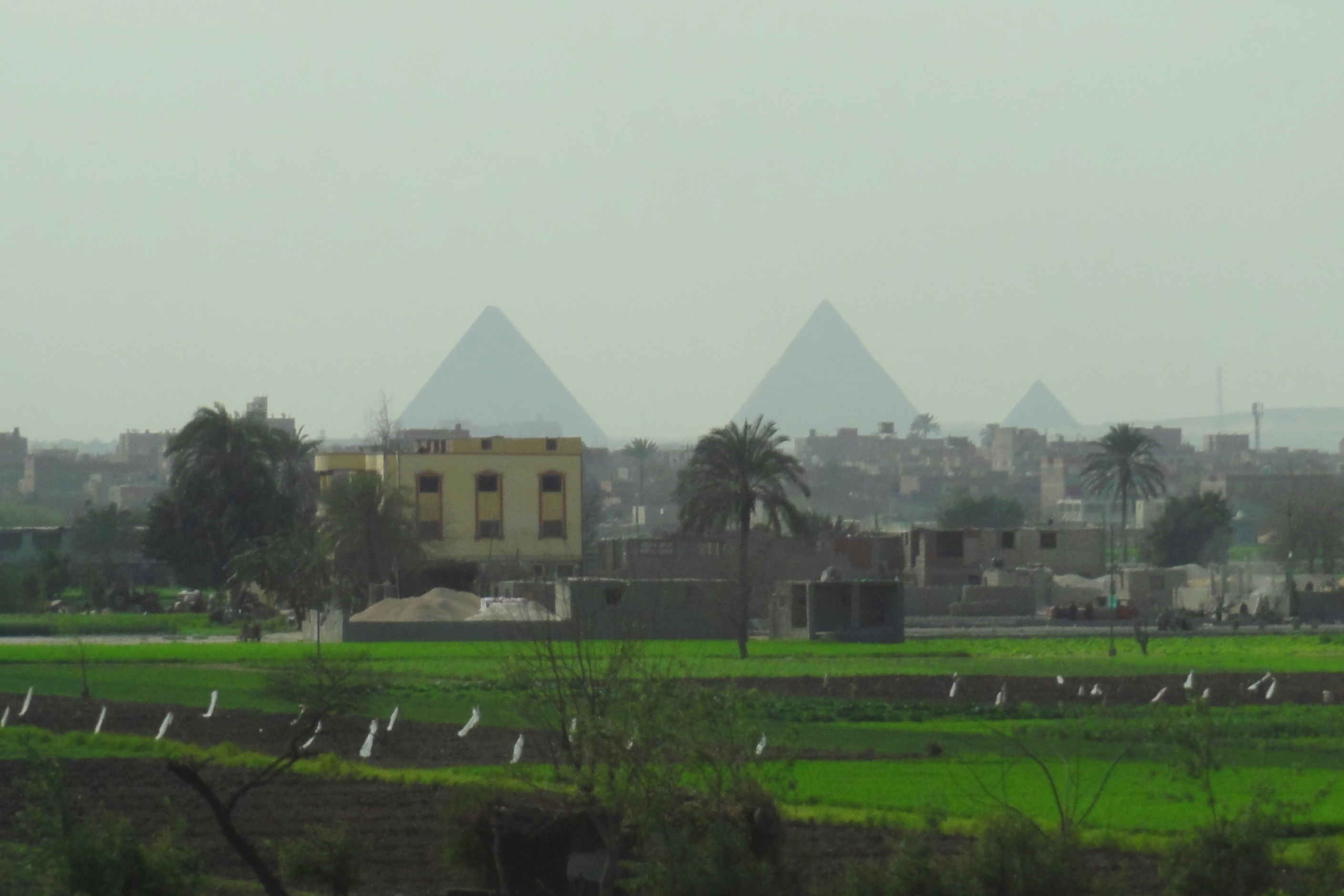
صورة لأحد مناطق محافظة الجيزة

التشرد في مصر قضية اجتماعية هامة تؤثر على حوالي 12 مليون شخص في البلاد. يوجد في مصر أكثر من 1200 منطقة مخصصة للمساكن غير النظامية التي لا تتوافق مع قوانين البناء القياسية مما يسمح للمشردين ببناء أكواخ ومساكن أخرى لأنفسهم.  
يتم تعريف التشرد في مصر بحيث يشمل أولئك الذين يعيشون في مساكن عشوائية.  ذكر بعض العلماء أنه لا يوجد تعريف متفق عليه للتشرد في مصر بسبب الصعوبات التي ستواجهها الحكومة إذا تم قبول تعريف رسمي. 
وفقًا لليونيسيف هناك مليون طفل يعيشون في الشوارع في مصر.  ويقدر باحثون آخرون العدد في مصر بحوالي 3 ملايين.  المنظمات غير الحكومية المهتمة بالمتشردين والتي تساعد أطفال الشوارع تشمل منظمات مثل منظمة قرية الأمل الاجتماعية  وجمعية نفس. وتعمل منظمات غير حكومية أخرى مثل بلان إنترناشونال مصر على إعادة إدماج أطفال الشوارع في أسرهم. 